# Selliguea rigida
Selliguea rigida là một loài thực vật có mạch trong họ Polypodiaceae. Loài này được (Hook.) Hovenkamp miêu tả khoa học đầu tiên năm 1998.